# J. R. Barat
Juan Ramón Barat Dolz (Borbotó, 7 de agosto de 1959) es un escritor español del siglo XXI.

## Obra
Obtuvo la licenciatura en Filología Clásica por la Universidad de Valencia y la de Filología Hispánica por la Universidad de La Laguna (Tenerife). Es catedrático de Lengua Castellana y Literatura.
Cultiva diversos textos  literarios, tanto para público adulto como infantil y juvenil, en los que ha obtenido numerosos premios y reconocimientos. Los rasgos comunes en la obra de J. R. Barat, perceptibles en todos los géneros que cultiva, son la claridad estilística y el clasicismo estructural, elementos que el autor aúna para crear un universo literario personal e insertado en la contemporaneidad. Su poesía destaca por la combinación de recursos clásicos, discurso existencial, memoria y lucidez. Sus obras para adultos, tanto en narrativa como en teatro, se desarrollan principalmente en contextos históricos o míticos, cuidadosamente documentados y tratados con rigor. En las obras para niños se aprecia el conocimiento adquirido en su profesión docente, ya que conjugan el entretenimiento y la didáctica. Su literatura para jóvenes constituye uno de los referentes actuales del género, y el personaje de Daniel Villena, protagonista de cinco de sus novelas, es uno de los preferidos de muchos adolescentes españoles.

## Galardones literarios obtenidos
- Premio Nacional de Poesía “José Agustín Goytisolo”, Barcelona, 2001, por el libro Poemas desatinados. (No publicado.)
- Premio Internacional de Poesía “Ciudad de Torrevieja”, Alicante, 2002, por el libro Como todos ustedes.
- Premio Internacional de Poesía “Ateneo Jovellanos de Gijón”, Asturias, 2003, por el libro Piedra primaria.
- Premio Internacional de Poesía “Leonor” de Soria, 2003, por el libro Breve discurso sobre la infelicidad.
- Premio Nacional de Teatro Infantil "Érase una vez Lorca", con la obra Una de indios, Lorca, Murcia, 2005.
- Premio Nacional de Poesía "Blas de Otero", convocado por el Ayuntamiento de Majadahonda, Madrid, 2006, por el libro Malas compañías.
- Premio Internacional de Novela "Ciudad de Salamanca" 2013, por la novela Infierno de Neón.
- Premio Hache a la mejor novela juvenil española 2013, por la novela Deja en paz a los muertos. Cartagena, Murcia.
- Premio Los Inmortales a la mejor novela juvenil española 2023, por la novela Clara en la oscuridad. Herencia, Ciudad Real.

### Literatura adulta

#### Verso
- La coartada del lobo, Murcia, 2000. Edita Grupo Espartaria. Colección “Cuadernos de Poesía Espartaria”, número 6.[1]
- Como todos ustedes, Alicante, 2002. Editorial Aguaclara. Colección “Anaquel” número 65.[2]
- Breve discurso sobre la infelicidad, Soria, 2003. Diputación Provincial de Soria. Colección “Leonor” de Poesía.[3]
- Piedra primaria, Gijón, 2004. Ateneo Jovellanos. Colección de Poesía “Ateneo Jovellanos”, número 12.[4]
- El héroe absurdo, Madrid, 2005, Editorial Hiperión. (Obra reunida).[5]
- Confesiones de un saurio, Alicante, 2005, Editorial Aguaclara. Colección "Anaquel", número 75.[6]
- Mapa cifrado, Valencia, 2007. Carena Editors. Obra pictórica-poética (Autoría compartida con la pintora Isabel Amat).[7]
- Malas compañías, Madrid, 2006. Edita Asociación Española de Artistas Españoles. Colección "Julio Nombela", número 47.[8]
- La brújula ciega, Valencia, 2010. Editorial Pre-Textos.[9]
- Si preguntan por mí, Sevilla, 2021. Editorial Renacimiento.[10]

#### Prosa
- 1707, el sueño perdido. Novela histórica. Valencia, 2007. Editorial Carena.[11] (Edición original en castellano.)
- 1707, el somni perdut. Novel.la històrica. València, 2007. Editorial Carena.[12] (Edición en valenciano. Traducción de Jaume Flor.)
- Jaime I, el rey templario. Novela histórica. Valencia, 2008. Editorial Carena.[13] (Edición original en castellano.)
- Jaume I, el rei templer. Novel.la històrica. Valencia, 2008. Editorial Carena.[14] (Edición en valenciano. Traducción de Joan Olivares.)
- Cuentos deliciosos. Ediciones Tres Fronteras y Editora Regional de Murcia. Colección "La Biblioteca del Tranvía", número 3. Murcia, 2008.[15]
- Infierno de neón. Novela (negra). La Coruña, 20[16] 13. Ediciones del Viento. Premio "Ciudad de Salamanca".[17]
- 1707. Novela (histórica). Sevilla, 2019. Editorial Algaida.
- Jaque al emperador. Novela (histórica). Sevilla, 2021. Editorial Algaida.
- La extraordinaria historia de Jaime I el Conquistador (La soledad del rey). Novela (histórica). Sevilla, 2023. Editorial Algaida.

#### Teatro
- Anfitrión y el otro . Estrenada por la Compañía del Teatro Guerra, en el Recinto Ferial Santa Quiteria de Lorca, el 28 de mayo de 2009.[18]

### Literatura infantil-juvenil

#### Teatro
- Más vale títere en mano, Valencia, 2004. Editorial Carena.[19] (Coautor Reinaldo Jiménez Morales.)
- Guisantillo y la estrella de los deseos, Valencia, 2004. Editorial Carena. Colección "Teatrillo en la escuela". Número 2.[20]
- Chulipáchuli, Valencia, 2006. Editorial Carena. Colección "Teatrillo en la escuela". N.º 4.[21]
- Una de indios, Madrid, 2007. Editorial CCS. Colección "Escena y Fiesta.[22] (Editada juntamente con la obra Historia de Piquito, el indio pequeñito, de Teresa Núñez.)
- El reino de los mil pájaros, Madrid, 2013. Editorial CCS. Colección "Escena y Fiesta.
- Guiñolitos de papel, Madrid, 2017. Editorial CCS. Colección "Escena y Fiesta.
- Una de indios. Editorial Bruño. Madrid, 2023.

#### Verso
- Poesía para gorriones. 2005, UMA Editores, Valencia. Colección "El perro azul", n.º 1. (Incluye un Taller de Poesía).[23]
- Palabra de juglar. Valencia, 2008. Editorial Brosquil. Colección "Tus versos", número 7. Ilustraciones de Alberto Urcaray.[24]
- Sólo para niños, Carena Editors. Valencia. 2009.[25]
- Poesía para gorriones, Editorial Bruño. Madrid. 2015.[25]
- Animaladas -Un abecedario especial-, Editorial Bruño. Madrid. 2017.[26]
- Cómo ser genial -con valores y emociones-, Editorial Bruño. Madrid. 2019.[26]
- Luna de mazapán, Editorial Bruño. Madrid. 2019.[26]
- Historias estrafalarias. Editorial Bruño, Madrid. 2020.

#### Prosa
- Deja en paz a los muertos. Novela (misterio). Madrid, 2013. Editorial Bruño.[27]
- La sepultura 142. Novela (misterio). Madrid, 2014. Editorial Bruño.[28]
- Clara en la oscuridad. Novela (misterio). Madrid, 2016. Editorial Bruño.[29]
- Llueve sobre mi lápida. Novela (misterio). Madrid, 2017. Editorial Bruño.[16]
- La noche de las gárgolas. Novela (misterio). Madrid, 2018. Editorial Bruño.[16]
- La Perla de Sanzio. Novela (misterio). Madrid, 2019. Editorial Bruño.[16]
- Nowhere. Novela (misterio). Madrid, 2019. Editorial Bruñol.[16]
- La goleta de los siete mástiles. Novela (misterio), 2020. Madrid. Editorial Bruño.
- Cuento contigo para mejorar el mundo. Relatos infantiles. 2021. Madrid. Editorial Bruño.
- La Cofradía de la Luna Roja. Novela (misterio). Madrid. 2021. Editorial Bruño
- La cripta negra. Novela (misterio). Madrid. 2021. Editorial Bruño
- El ojo de Polifemo. Novela (misterio). Madrid. 2022. Editorial Bruño
- Leyendas de Andalucía. Relatos legendarios. Barcelona. 2024. Editorial Vicens-Vives

## Otras publicaciones
La obra de Juan R. Barat aparece diseminada en numerosas antologías y publicaciones de carácter literario. Entre ellas cabe destacar Un siglo de sonetos en español (Editorial Hiperión), Don Quijote cabalga entre versos (Editorial Everest), Nuevas voces y viejas escuelas en la poesía española (Editorial Atrio), Mapa: poetas valencianos en la democracia (Editorial Carena) o La República de las Letras.

## Algunas revistas en las que ha participado[32]
- Abalorio, Sagunto, Valencia, 1987, número 16.
- Sol Negro, Murcia, 1996, número 3.
- Papeles de Urs, Almería, 2002, número 0.
- Agua, Murcia, número 36.
- Pasos, Murcia, números 5 y 6.
- Ateneo I de Mayo, Madrid.
- Baquiana, Miami, EE. UU., número 23.
- Presencia, Patronato Carmen Conde, Cartagena, Murcia, n.º 1. 2007.
- Buxía, arte y pensamiento. N.º 5. Monográfico sobre Ángel García López. Almería. 2007.
- Ágora. Papeles de Arte Gramático. n.º 14. Murcia. 2008.
- Centenario del Mercado Viejo: Moncada entre dos siglos. Ayuntamiento de Moncada y Diputación de Valencia. 2008.
- Homenaje al académico Asensio Sáez. Real Academia Alfonso X el Sabio. Murcia. 2008.
- Revista Ánfora. 2010.